# Åna-Sira
Åna-Sira er en lille by i Sokndal og i Flekkefjord kommune. To tredjedele af bygden ligger i Sokndal, og resten ligger i Flekkefjord kommune; kKommunegrænsen danner også grænsen mellem fylkerne Rogaland og Agder i Norge; Samtidig er det også skellet mellem Vestlandet og Sørlandet.
Det er elven Sira som deler bygden; Den har et trangt udløb, som kaldes Å-Gapet. Stedet har ca. 200 indbyggere, og der er en kirke fra 1888. Rejefabrikken Finny Sirevaag ligger på østsiden af elven. Åna-Sira kraftstation, der er en del af Sira-Kvina Kraftselskap ligger også ved byen. Åna-Sira ligger ved kysten og i elven er der et godt fiskeri af ørred, og et godt laksefiskeri om efteråret.
Det er igangsat overvågning af laksefisket i Åna for at dokumentere hvorvidt det er en selvstændig laksestamme i elven.
58°17′33.13″N 6°26′32.16″Ø / 58.2925361°N 6.4422667°Ø